# Robrecht IV van der Marck

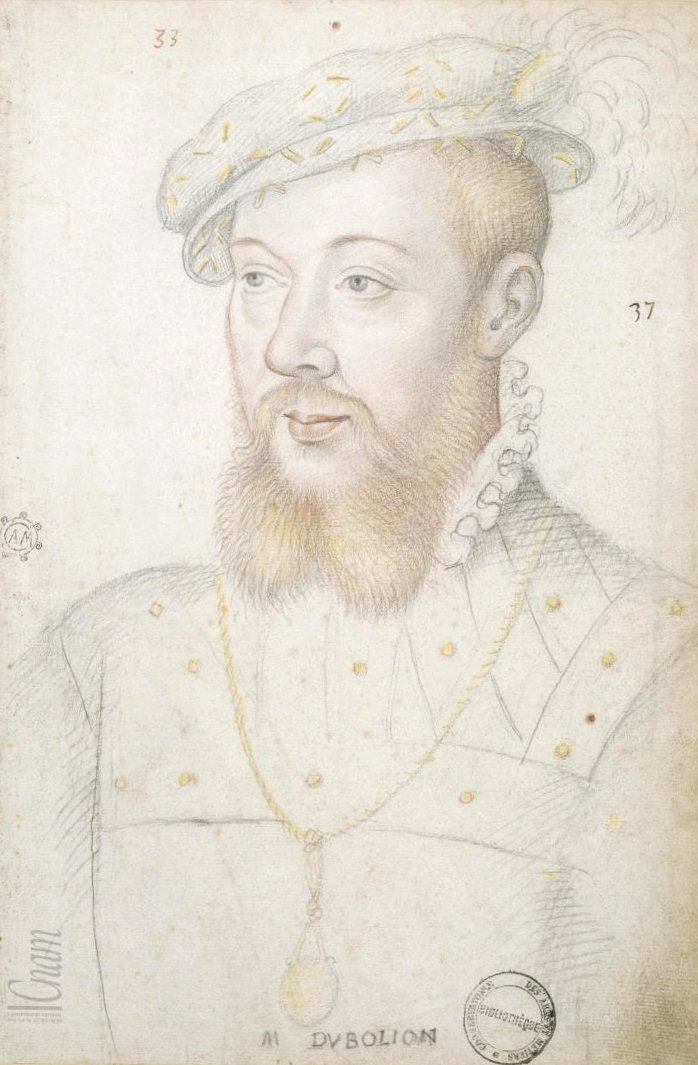
Robrecht IV van der Marck

Robrecht IV van der Marck (Frans: Robert IV de La Marck, Sedan, 15 januari 1512 - 1556) was hertog van Bouillon en eerste vorst van Sedan. 
Hij was de zoon van Robrecht III van der Marck en Guillemette van Saarbrücken. Met Françoise de Brézé, gravin van Maulevrier had hij negen kinderen.
Op zeventienjarige leeftijd werd hij kapitein bij de garde van de Franse koning. Hendrik II gaf hem in 1547 de eretitel van maarschalk van Frankrijk, tezamen met de soevereiniteit van de heerlijkheid Sedan. Robrecht noemde zichzelf vanaf 1549 prins of vorst van Sédan. In 1552 nam hij deel aan de inname van Metz en met de Fransen heroverde hij ook Bouillon op de keizer. In 1556 werd hij gevangengenomen en (wellicht) op bevel van keizer Karel V vergiftigd.

## Kinderen
- Henri-Robert van der Marck (1540-1574)
- Charles-Robert, graaf van Maulevrier en Braine (1541-1622)
- Christian, gestorven op 6-jarige leeftijd
- Antoinette (1542-1591), getrouwd met Hendrik I van Montmorency
- Wilhelmina  (1543-1544)
- Diane van der Marck (1544-na 1612), getrouwd met Jacobus van Nevers, nadien Henri Antoine van Clermont-Tonnerre, nadien Jean Babou, graaf van  Sagonne
- Wilhelmina van der Marck (1545-1592), getrouwd met Jan van Ligny, graaf van Ligny en Brienne, grootmoeder van Louise van Béon
- Françoise (1547-1608), abdis  van Avenay-Val-d'Or
- Catherine (1548-1630), dame van Breval, getrouwd met Jacques de Harlay, heer van Champvallon